# ريس أورنجيس
ريس أورنجيس (بالفرنسية: Ris-Orangis)‏ هي بلدية في الضواحي الجنوبية للعاصمة في فرنسا. تقع على بعد 22.6 كم من وسط باريس.

## التعليم
اعتبارًا من 2015، وصل عدد طلبة المدارس الذين يلتحقون بمدارس البلدة نحو 3,712 طالبًا في سبع مدارس تمهيدية، وست مدارس ابتدائية، ومدرستان إعدادية ومدرسة ثانوية.

## توأمة المدن
هناك اتفاقيات توأمة بين ريس أورنجيس مع مدنٍ أُخرى، وهي:
| آسيا | - فلسطين - بلدية سلفيت - الضفة الغربية. |